# Czesław Jeżyna
Czesław Jeżyna (ur. 12 lipca 1925, zm. 1 stycznia 1999) – lekarz, specjalista chorób zakaźnych i chorób wewnętrznych, profesor Akademii Medycznej w Białymstoku.

## Życiorys
Czesław Jeżyna urodził się 12 lipca 1925 roku w Puławach. W czasie okupacji jako 14-letni chłopak ciężko pracował fizycznie przy robotach drogowych i na wiślanej barce. W 1945 roku został zmobilizowany i odbywał służbę w szeregach Wojska Polskiego do 1946 roku. Po odbyciu służby wojskowej ukończył szkołę średnią i w latach 1948-1950 pracował w charakterze pracownika umysłowego w starostwie w Puławach.
W 1950 r. rozpoczął studia w Akademii Medycznej w Białymstoku (obecnie Uniwersytet Medyczny w Białymstoku), które ukończył 1 stycznia 1956, z dyplomem lekarza medycyny. Już w trakcie studiów otrzymał pracę w Akademii Medycznej początkowo jako zastępca asystenta, a później jako asystenta w Zakładzie Mikrobiologii Lekarskiej.
Kiedy w 1959 r. podjęto organizację Kliniki Chorób Zakaźnych AMB, a w 1960 r. jej oficjalne powołanie prof. Czesław Jeżyna wówczas jako jedyny asystent brał czynny udział w jej organizacji. Bogaty w wiedzę zdobytą w Zakładzie Mikrobiologii AMB kierowanym przez profesora Stanisława Legeżyńskiego jest jednym z głównych organizatorów służb przeciwepidemicznych województwa białostockiego. Był to okres kiedy dur brzuszny, plamiasty, czerwonka bakteryjna była codziennością i nierzadko przyczyną zgonów.
W tym też okresie razem z prof. Piotrem Boroniem jest współzałożycielem Polskiego Towarzystwa Epidemiologów i Lekarzy Chorób Zakaźnych w Białymstoku, którego okresowo był sekretarzem i przewodniczącym.
Zaniedbane pod względem sanitarnym i zdrowotnym północne tereny województwa białostockiego ze swoimi deficytowymi PGR-ami, a za to z licznymi chorobami odzwierzęcymi stanowią szczególne zainteresowanie prof. Cz. Jeżyny w niesieniu pomocy zamieszkałej tam ludności. Wraz z prof. P. Boroniem organizował obozy naukowo-szkoleniowe, w których wraz ze studentami AM i lekarzami zakaźnikami, brał czynny udział, niosąc pomoc medyczną. Z pracy tej wyłoniła się konkretna sytuacja – chorzy mogli być leczenie w ośrodku akademickim – bowiem w 1977 r. powołana została Klinika Chorób Zawodowych, której kierownictwo powierzono prof. Cz. Jeżynie. Z jego inicjatywy zorganizowana została przy Klinice Poradnia Konsultacyjna Antropozoonoz prowadząca dalszą wysokospecjalistyczną pomoc medyczną z zakresu chorób odzwierzęcych. Poradnia ta funkcjonuje do chwili obecnej.
Zdobyta wiedza i obserwacje w czasie pracy, zaowocowały 152 doniesieniami naukowymi i kazuistycznymi oraz rozdziałami w 2 monografiach poświęconych chorobom odzwierzęcym.
Stopień naukowy doktora medycyny otrzymał w 1962 r., a stopień doktora habilitowanego w 1969 r. W dniu 1 czerwca 1979 r. uzyskał tytuł profesora nadzwyczajnego.
Szczególną uwagę i swoje dociekania naukowe prof. Cz. Jeżyna poświęcił brucelozie – najczęstszej w latach 60 i 70 chorobie odzwierzęcej wśród pracowników rolnictwa. Było to powodem między innymi stażu naukowego i pracy w Instytucie Chorób Odzwierzęcych w Ałma-Acie, gdzie niestety podczas prac doświadczalnych sam uległ zakażeniu. Mimo postępującej choroby, brał czynny udział w pracach naukowych, lecz szczególną wagę przedkładał na niesienie pomocy chorym oraz szkoleniu młodych lekarzy. Był więc współorganizatorem 2 Zjazdów Naukowych o zasięgu międzynarodowym organizowanym przez Polskie Towarzystwo Epidemiologów i Lekarzy Chorób Zakaźnych w Białymstoku oraz licznych stypendiów naukowych. Był wielokrotnie wybierany do władz głównych tegoż towarzystwa.
Był członkiem Senatu AMB, pełnił też funkcję prodziekana Wydziału Lekarskiego.
Postępująca jednak choroba spowodowała wcześniejsze w 1990 r. odejście na emeryturę.

### Staże naukowe
- Filia w Bydgoszczy Studium Doskonalenia Lekarzy AM, Warszawa 1959,
- Zakład Mikrobiol. Lek. AM, Lublin 1964,
- Ośrodek Brucelozowy WHO w Instytucie Epidemiologii i Mikrobiologii im. Nikołaja Gamalei, Moskwa 1967,
- Ośrodek Brucelozowy WHO w Kazachskim Instytucie Krajowej Patologii Ałma-Ata 1967,
- Ośrodek Referencyjny Chorób Odzwierzęcych, Bratysława 1975.

## Osiągnięcia
- pierwszy w Polsce opis epidemii kleszczowego zapalenia mózgu spowodowanego piciem surowego mleka krowiego (gł. autor)
- opisanie, po raz pierwszy w Polsce po II Wojnie Światowej, odosobnionego przypadku duru powrotnego
- opracowanie nowej zabitej szczepionki przeciwbrucelozowej dla celów epidemiologicznych, terapeutyczno-klinicznych i diagnostycznych,
- ocena wartości diagnostycznych odczynu hemaglutynacji w diagn. wirusowego zapalenia wątroby i spopularyzowanie jego przydatności diagn.

### Odznaczenia i nagrody
- Krzyż Komandorski Orderu Odrodzenia Polski
- Krzyż Oficerski Orderu Odrodzenia Polski
- Złoty Krzyż Zasługi
- Medal 40-lecia Polski Ludowej
- Medal „Za udział w walkach o Berlin”
- Medal Komisji Edukacji Narodowej
- Odznaka tytułu honorowego „Zasłużony Nauczyciel Polskiej Rzeczypospolitej Ludowej”
- Odznaka „Za wzorową pracę w służbie zdrowia”
- Złota Odznaka Zrzeczenia Lekarzy i Techników Weterynarii
- Złota Odznaka „Zasłużony dla Warmii i Mazur”
- Srebrna Odznaka „Zasłużony Białostocczyźnie”
- Wpis do Księgi Zasłużonych Białostocczyźnie
- Wpis do Księgi Zasłużonych dla m. Białegostoku
- i inne

### Wybrane publikacje
Autor lub współautor 152 prac(monografy, rozprawy, komunikaty, prace poglądowe, rozdziały w podręcznikach) z zakresu zakaźnych chorób odzwierzęcych i chorób zawodowych wsi, na temat działania antybiotyków, wirusowego zapalenia wątroby, chorób zakaźnych ośrodkowego układu nerwowego oraz badań nad salmonelozami, szigelozą i zatruciami pokarmowymi drukowanych w kraju i zagranicą, m.in.:
- Badania klinicznoimmunologiczne i doświadczalne nad brucelozą, Roczniki AM w Białymstoku, 1970,
- Rosprostranienije w sensibilizirowannom organizmie korpuskuliarnogo i lizirowannogo antigenów mieczannych radioaktywnymi izotopami – Zh Mikrobiol Epidemiol Immunobiol, 1971, ISSN 0372-9311
- Die Chronische Toxoplasmose bei Schwangeren – ein epidemiologisches und soziales Problem – Zentralbl Bakteriol Mikrobiol Hyg [A][1] 1983
- Epidemiologische und klinische Untersuchungen von Kranken mit Zecken-Enzephalitis aus Nord-Ostpolen – Zentralbl Bakteriol Mikrobiol Hyg [A] 1984

Współautor podręczników:
- Choroba Ptasia Państwowy Zakład Wydawnictw Lekarskich, Warszawa 1971
- Choroby odzwierzęce, Państwowy Zakład Wydawnictw Lekarskich, ISBN 83-200-0741-0, Warszawa 1983

### Działalność naukowa i społeczna
- Polskie Towarzystwo Lekarzy (sekretarz Oddziału Białostockiego 1966-68)
- Polskie Towarzystwa Epidemiologów i Lekarzy Chorób Zakaźnych (sekretarz, przewodniczący Komisji Rewizyjnej, członek Prezydium Zarządu Głównego 1966-72)
- Polskie Towarzystwa Mikrobiologów
- kierownik Kliniki Chorób Zawodowych w Instytucie Chorób Wewnętrznych 1977-80
- radny Miejskiej Rady Narodowej, Białystok 1973-78 (przewodniczący Komisji Zdrowia, Ochrony Środowiska i Spraw Socjalnych)
- prodziekan Wydziału Lekarskiego 1974-78,
- konsultant wojewódzki w zakresie chorób zakaźnych na teren woj. olsztyńskiego 1971-74
- konsultant wojewódzki w zakresie chorób zakaźnych na teren woj. białostockiego 1975-83
- rzecznik dobra służby zdrowia Okręgowej Komisji Kontroli Zawodowej przy Urzędzie Wojewódzkim w Białymstoku 1965-1990.
- kierownik Kliniki Chorób Pasożytniczych i Zawodowych 1980-1990